# Автошлях E962
Європейський маршрут E962 — європейський автомобільний маршрут категорії Б, що проходить територією Греції і з'єднує міста Елевсін і Фіви.

## Маршрут
Весь шлях проходить через такі міста:
- Греція
  - Елевсін
  - Фіви